# 兵庫県道478号市八木線
兵庫県道478号市八木線（ひょうごけんどう478ごう いちやぎせん）は、兵庫県南あわじ市を通る一般県道である。

## 概要
南あわじ市榎列小榎列から南あわじ市八木新庄に至る。

### 路線データ
- 起点：南あわじ市榎列小榎列（兵庫県道477号阿那賀市線交点）
- 終点：南あわじ市八木新庄（兵庫県道126号松帆八木線交点）
- 総延長：1.776 km
- 緊急輸送道路[1]：起点 - 西川橋東詰

## 路線状況

### 道路施設

#### 橋梁
- 西川橋（三原川、南あわじ市）

## 地理

### 通過する自治体
- 南あわじ市

### 交差する道路
| 交差する道路            | 交差する場所 | 交差する場所 |
| ----------------------- | ------------ | ------------ |
| 兵庫県道477号阿那賀市線 | 榎列小榎列   | 起点         |
| 兵庫県道126号松帆八木線 | 八木新庄     | 終点         |

### 沿線
- 南あわじ市立三原中学校
- 南あわじ警察署 八木駐在所